# 장준희
장준희(1993년 10월 6일 ~ )은 대한민국의 [[희극 배우]다

## 출연작
- 세종대학교 개그동아리 개퍼 정기공연

(개퍼에서 영감을 받아 향후 코너에 적용 대표적으로 just 투블럭)
- KBS2 개그콘서트

《봉숭아 학당》
《다있show》
《세바퀴》
《주마등》

## 학력
세종대학교 나노신소재공학과 학사